# Monongahela Railway
 (janvier 2022).
Le Monongahela Railway (sigle AAR: MGA) était un petit chemin de fer américain de classe I de transport de charbon en Pennsylvanie et Virginie-Occidentale. Il fut contrôlé conjointement par le Pennsylvania Railroad, le Pittsburgh and Lake Erie Railroad (filiale du New York Central Railroad), et plus tard le Baltimore and Ohio Railroad (B & O). La compagnie exploitait sa propre ligne jusqu'à ce qu'elle fut intégrée à Conrail le 1er mai 1993.
La principale connexion avec les deux réseaux qui le contrôlaient, se trouvait à Brownsville, Pennsylvanie, via le PRR (ex-Brownsville Railway) et le Pittsburgh, McKeesport and Youghiogheny Railroad (filiale du P & LE). À Hoover, Pennsylvanie, le MGA avait une autre connexion avec un embranchement du PRR appelé Coal Lick Run Branch. De son côté, le B & O avait deux connexions avec le MGA à Leckrone, Pennsylvanie et Rivesville, Virginie Occidentale.

## Histoire
Le Monongahela Railroad  fut créé conjointement par le Pennsylvania Railroad (PRR) et le Pittsburgh and Lake Erie Railroad (P & LE) filiale du New York Central Railroad, le 31 décembre 1900, pour transporter le charbon de Pennsylvanie et de la Virginie Occidentale. Le premier bureau directeur comprenant 4 membres du PRR et 4 du P & LE fut réuni le 1er janvier 1901.
La nouvelle compagnie fit l'acquisition de nombreuses lignes comme le Pittsburgh Virginia & Charleston Railway (créé en 1883), le Southwest Pennsylvania Railway, et un droit de passage sur les 30 km du PRR reliant Brownsville à Adah.
À Brownsville il se connectait avec le Pittsburgh, McKeesport & Youghiogheny Railroad (filiale du P & LE), et le PRR (ex Brownsville Railway). À Hoover, Pennsylvanie, il se raccordait au Coal Lick Run Branch du PRR. Et à Leckrone, Pennsylvanie et Riversville, Virginie Occidentale, il se connectait avec le Baltimore and Ohio Railroad (B & O).
En 1905, l'ouverture de l'embranchement de Dunlap Creek permettait de desservir plusieurs mines et fabriques de coke, et se raccordait également avec le B & O. Cette ligne ferma le 6 novembre 1975 et fut enlevée.
En 1910, le Monongahela racheta le pont de Bridgeport, et bâtit une rotonde pouvant accueillir 10 machines. Ce fut le principal dépôt de la compagnie.
En 1911, il desservait 7 mines et 51 fabriques de coke (la Dunlap Creek Division comprenait à elle seule 1 mine et 34 fabriques de coke). Il acheminait quotidiennement 1395 wagons de coke et 280 de charbon. En 1912, une extension de son réseau permit de se connecter avec le Buckhannon & Northern Railway; cette ligne nécessita de traverser une importante rivière et deux gorges.
Le 1er juillet 1915, la fusion du Monongahela Railroad et du Buckhannon and Northern Railroad donna naissance au Monongahela Railway (MRY), demeurant toujours sous le contrôle du PRR et du P & LE.
Attiré par cette région riche en charbon, le B & O acheta en 1927 1/3 des parts du MRY (1/6 au PRR et 1/6 au P & LE).
L'embranchement de Ten Mile desservant plusieurs mines fut ouvert le 1er janvier 1930. En 2008, il demeure toujours en exploitation.
Le service voyageur fut stoppé le 21 octobre 1950.
La première locomotive diesel (Baldwin S-12) entra en service le 25 novembre 1952, ce qui entraîna le déclin de la vapeur et son arrêt définitif le 26 mai 1954.
En juin 1968, le Waynesburg Southern Railroad, filiale créée pour les intérêts du PRR, ouvrit une ligne entre Waynesburg et la mine Blacksville no 1 de la Consolidated Coal Company, ainsi que la mine Federal no 2 de l'Eastern Gas & Fuel Company. Cette ligne est toujours en service en 2007.
Conrail, en reprenant en 1976 le Penn Central (propriétaire du PRR et du NYC), se retrouva avec 1/3 des parts du MRY. Il racheta l'autre 1/3 détenu par le P & LE en 1989, et finalement il reprit le dernier tiers détenu par le B & O (devenu CSX) en 1990. Conrail fusionna le Monongahela le 1er mai 1993. Finalement Conrail fut repris par le Norfolk Southern Railway et le CSX Transportation en 1998.

## Les locomotives

### Les locomotives à vapeur
En 1903, six locomotives classe H3-A, type 140 (2-8-0), furent rachetées au PRR, et numérotées 201 à 206. Six class G-1 2-8-0 furent rachetées au P & LE, et numérotées 101 à 106.
Entre 1904 et 1905, deux classe D-3, type 220 (4-4-0), furent rachetées au PRR, et numérotées 301 et 302.
Entre 1905 et 1906, deux classe H-1, type 140 (2-8-0), furent rachetées au PRR, et numérotées 107 à 114.
En 1907, six classe H-4, type 140 (2-8-0), furent rachetées au PRR (construites pour MRR), et numérotées 207 à 212.
En 1909 deux classe D-1, type 220 (4-4-0), furent rachetées au P & LE, et numérotées 300 et 301.
Entre 1909 et 1913, vingt-six classe H-5, type 140 (2-8-0), furent achetées chez Alco, et numérotées  115 à 140.
En 1911, deux classe D-4, type 220 (4-4-0), furent rachetées au P & LE, et numérotées 303 et 304.
Entre 1915 et 1916, trois class D-4A, type 220 (4-4-0), furent rachetées au P & LE, et numérotées 305 à 307.
Entre 1915 et 1917, douze classe H-5SA, type 220 (4-4-0), furent achetées chez Alco, et numérotées 141 à 152.
Entre 1917 et 1918, trois classe E-2A, type 221 (4-4-2), furent rachetées au PRR, et numérotées 308 à 310.
Entre 1917 et 1918, dix classe L-1 141 (2-8-2), furent achetées chez Alco, et numérotées 170 à 179.
En 1923, une classe H-5SA, type 140 (2-8-0), fut achetée chez H.K. Porter Co., et numérotée 153.
En 1926, deux épaves de classe G-1, type 230 (4-6-0), (No. 34 et 35) furent rachetées à la Scotts Run Railway Company, pour en reconstruire une sous le numéro 99.
En 1927, six classe L-2 2-8-2 furent achetées chez Baldwin, et numérotées 180 à 185.
En 1937, une classe E-3SD, type 221 (4-4-2), fut rachetée au PRR, et numérotée 311.
En 1940, trois class L-3 141, type (2-8-2), furent rachetées au P & LE, et numérotées 186 à 188.
Entre 1941 et 1944, cinq classe L-3A, type 141 (2-8-2), furent rachetées au P & LE, et numérotées 189 à 193.
Entre 1947 et 1949, sept classe L-3B, type 141 (2-8-2), furent rachetées au P & LE, et numérotées 194 à 200.

### Les locomotives diesel
Entre 1950 et 1969, 27 locomotives de classe S-12, type B-B, no 400 à 426, furent achetées chez Baldwin Lima Hamilton Corporation (Eddystone division). De plus 9 locomotives de classe RF-16 construites par Baldwin Lima Hamilton, de classe RF-16, type B-B, no 1205 à 1216, furent rachetées au Penn Central; de même que 2 RF-16B, no 3708 et 3709. À noter que la no 3709 ne fut jamais utilisée.
En 1967 à la veille de la fusion du Penn Central, il reçut les 9 dernières locomotives Baldwin RF-16 Sharknose qui étaient encore utilisées par le NYC. Les deux dernières (no 1205 et 1216) furent vendues à la ferraille en 1974, mais elles furent rachetées pour servir sur le Delaware and Hudson Railway.
Entre 1970 et 1989, 5 GP-38, type B-B, no 2000 à 2004, furent achetées chez Electric-Motive Division (EMD). De plus, 9 GP-7, type B-B, furent rachetées au P & LE en 1970, puis 6 en 1974, et enfin 3 en 1975 pour remplacer 3 machines accidentées; elles reçurent les no 1500 à 1510.
Entre 1990 et 1993, 11 B23-7Rs, type B-B, no 2300 à 2310, furent achetées chez General Electric qui avait reconstruit ces machines en provenance de l'ex Western Pacific Railroad; elles furent ensuite renumérotées 2030 à 2040 par Conrail.

### Sources
- « Corporate Genealogy - Monongahela Railway »
- « Employer Status Determination - Monongahela Railway Company » « (U.S. Railroad Retirement Board) »
- Gratz, David E. and Arbogast, Terry E.. The Monongahela Railway: Its history and operation 1903-1993.